# 삼성디스플레이
삼성디스플레이(영어: Samsung Display)는 전 세계에 OLED 및 QD-OLED 기술로 최첨단 디스플레이 솔루션을 제공하는 기업이다. 본사는 경기도 용인시 기흥구 삼성로 1 (농서동)에 있으며 스마트폰, TV, 노트북, 컴퓨터 모니터뿐만 아니라 스마트워치, VR, 게임 콘솔, 차량용 디스플레이 등으로 시장을 확장하고 있다. 또한 다양한 글로벌 제조업체와 긴밀한 파트너십을 맺고 있다.

삼성디스플레이는 한국에 본사를 두고 다양한 대규모 설비를 갖추고 있으며, 중국, 베트남, 인도에도 생산 공장을 보유하고 있다. 영업 사무소는 전 세계 6개국에 위치해 있다. 삼성디스플레이는 세계 최초로 OLED와 퀀텀닷 디스플레이를 양산하며 디스플레이 시장을 선도하고 있으며, 슬라이더블, 롤러블, 스트레처블 등 차세대 기술 개발에 힘쓰고 있다. 소비자에게 특별한 경험과 무한한 가능성을 제공하기 위함이다.

삼성디스플레이 주식회사는 지난 2012년 4월 삼성전자에서 LCD 사업부가 분사하면서 설립됐다. 이후 삼성디스플레이는 7월 삼성전자와 소니가 합작으로 설립한 LCD 기업 S-LCD와 삼성모바일디스플레이(SMD, 삼성의 OLED 사업부)와 합병하며 현재의 모습을 갖췄다. 이처럼 삼성디스플레이는 OLED와 LCD를 통합함으로써 세계 최대 디스플레이 회사로 자리 잡았습니다.

## 연혁
1991년 1월 TFT-LCD 사업 시작
1995년 2월 국내 최초 TFT-LCD 양산
1997년 10월 세계 최초 30인치 UXGA TFT-LCD 개발
2002년 2월 AMOLED 개발라인 구축
2003년 11월 세계 최대 57인치 FHD급 TFT-LCD 개발
```
      11월 세계 최초 4.5세대 OLED 투자
```

2005년 3월 세계 최초 7세대 TFT-LCD라인 가동
2005년 4월 S-LCD, LCD TV용 7세대 TFT LCD 패널 출하 시작
2007년 10월 S-LCD, LCD TV용 8세대 TFT LCD 패널 출하 시작
```
      10월 세계 최초로 AMOLED 양산 시작
```

2009년 6월 세계 최대 6.5인치 6.5인치 플렉서블 OLED 개발
2010년 6월 세계 최초 Super OLED 개발
2009년 12월 업계 최초 LCD 누적 판매 5억대 돌파
2011년 5월 세계 최대 5.5세대 OLED라인 가동
```
      9월 세계 최초 HD Super OLED 개발
```

2011년 12월 중소형 디스플레이 세계 1위
2012년 1월 세계 최초 55인치 OLED TV 패널 개발
2013년 1월 85인치 UHD TV 패널 양산
2012년 7월 삼성디스플레이, S-LCD, 삼성모바일디스플레이 등 3사가 합병해 현재의 삼성디스플레이 탄생
```
      10월 세계 최초 플렉서블 디스플레이 양산 (갤럭시 라운드 탑재)
```

2012년 12월 AMOLED 누적생산량 5억대 돌파
2014년 2월 세계 최초 웨어러블 플렉서블 디스플레이 양산 (삼성 Gear Fit)
2014년 4월 105인치 Curved UHD TV 패널 출시
```
      6월 세계 최초 QHD OLED 디스플레이 양산
```

2015년 2월 세계 최초 듀얼엣지 디스플레이 양산 (갤럭시S6 엣지 탑재)
```
      6월 55인치 투명/미러 OLED 세계 최초 개발
```

2015년 9월 스마트워치용 원형 OLED 양산
2016년 2월 세계 최초 쿼드엣지 디스플레이 양산 (갤럭시S7 엣지 탑재)
2016년 2월 AMOLED 누적생산량 10억대 돌파
```
2016년 7월 세계 최초 Y-OCTA(터치 일체형 OLED 패널) 양산 시작
2017년 1월 세계 최초 풀스크린 OLED 양산
       5월 세계 최초 9.1인치 스트레처블 OLED 개발      
```

2017년 6월 32:9 Curved 모니터 패널 양산
2017년 7월 스마트폰용 트렌치 디스플레이 양산
2018년 6월 세계 최초 8K 120Hz TV 양산
2019년 4월 폴더블 디스플레이 양산 및 상용화
2021년 4월 중국 쑤저우 LCD 공장을 TCL 테크놀로지의 차이나스타 옵토일렉트로닉스 테크놀로지에 매각
```
      2021년 11월 QD-OLED 생산 시작
```

2022년 1월 SONY가 삼성디스플레이 QD-OLED를 채택한 A95K TV 발표
2022년 3월 삼성전자가 삼성디스플레이 QD-OLED를 채택한 S95B TV 발표

## 주요 생산 품목
- OLED
- QD-OLED